# 縱帶黑麗魚
縱帶黑麗魚，又稱金拟丽鱼，為輻鰭魚綱鱸形目隆頭魚亞目慈鯛科的其中一種。

## 分布
本魚分布非洲馬拉威湖。

## 特徵
本魚幼魚時體色均為鮮黃色，魚體上半部有兩道白邊黑條紋，從吻部一直延伸到尾鰭末端，另有一條黑條紋沿背鰭中部延展。成年雄魚的深藍色魚體上有淺藍色橫條紋，雌魚仍保持幼魚魚體的黃體色。體長可達11公分。

## 生態
本魚棲息在湖泊岩石區，屬草食性，以藻類為食，具有地域性，以一尾雄魚配數尾雌魚。雌魚以口來孵卵。

## 經濟利用
為觀賞魚類，不能和其他種類的魚飼養在一起，飼養時以寬約100公分的水族箱飼養。